# Cahya Bumi
Cahya Bumi is een bestuurslaag in het regentschap Ogan Komering Ilir van de provincie Zuid-Sumatra, Indonesië. Cahya Bumi telt 2493 inwoners (volkstelling 2010).